# Tratado de Greenville (1814)
El Tratado de Greenville de 1814 fue un acuerdo de paz y amistad entre los Estados Unidos y las tribus nativas americanas Wyandot, Delaware, Shawnee, Seneca y Miami. Se firmó en Greenville, Ohio, el 22 de julio de 1814, con el objetivo de establecer la paz entre las tribus y los EE. UU., así como formar una alianza contra Gran Bretaña durante la Guerra de 1812.

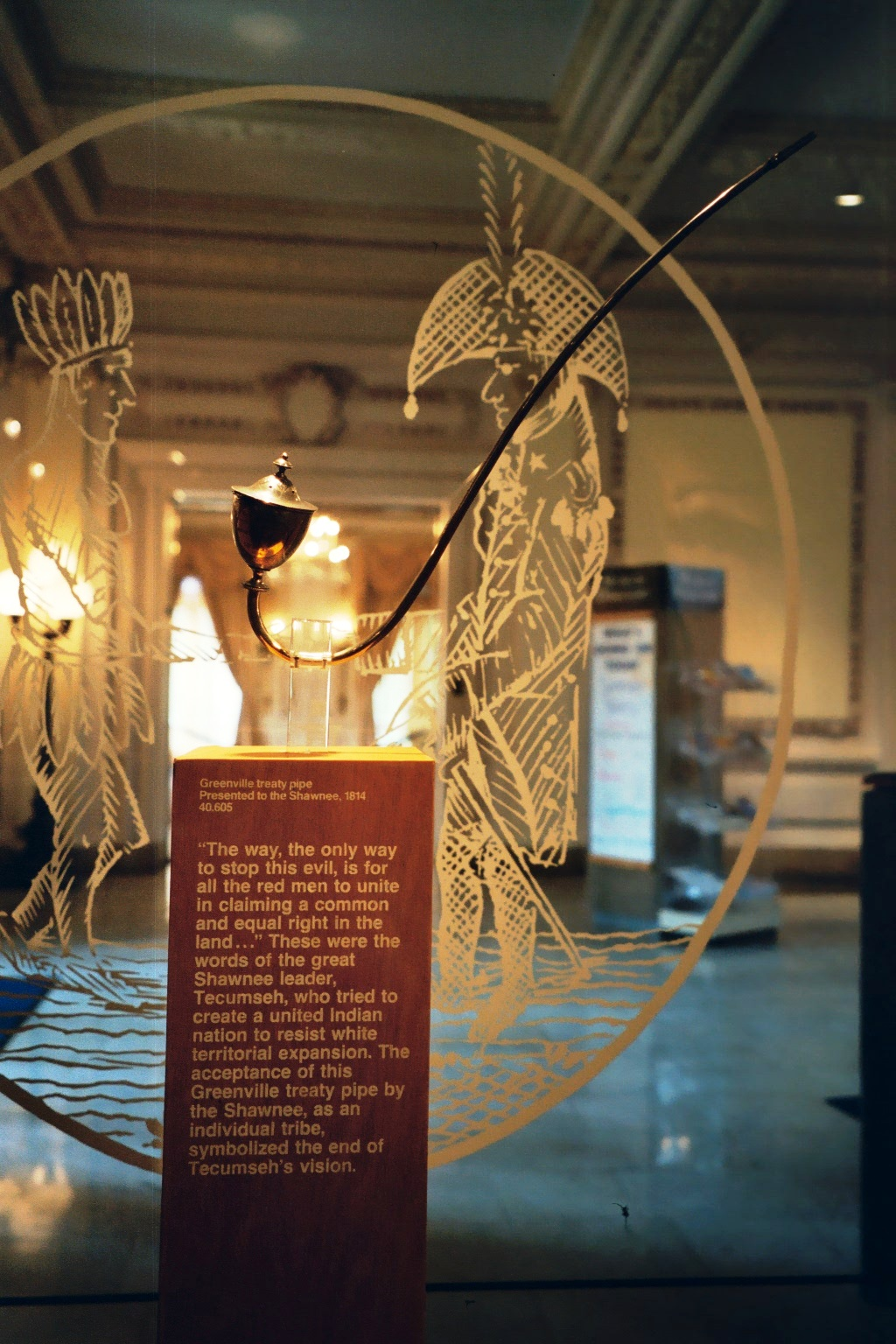
Una pipa presentada a los Shawnees en el Tratado de Greenville en 1814

## Términos
El Artículo I del tratado estableció la paz entre los Miami, Potawatomi, Ottawa y Kickapoo con los Estados Unidos, así como con los Wyandot, Delaware, Shawnee y Seneca. El Artículo II requería que las tribus ayudaran a los EE. UU. en la guerra contra Gran Bretaña y sus aliados nativos americanos, y que no firmaran una paz independiente. El Artículo III estipulaba que las tribus reconocieran la protección de los EE. UU. y no de ninguna otra potencia. Por último, el Artículo IV prometía que Estados Unidos respetaría sus fronteras con las naciones nativas americanas establecidas antes de la guerra, siempre que se cumplieran las demás condiciones del tratado.